# Бюст И. А. Гончарова
Бюст И. А. Гончарова — памятник Ивану Александровичу Гончарову в городе Ульяновск. Памятник монументального искусства федерального значения.

## История
14 (1) сентября 1913 года у здания Дворянского собрания (ныне здание Ульяновской областной библиотеки — Дворец книги) и здания 2-й Симбирской гимназии в Симбирске был установлен бюст-памятник Петру Столыпину работы итальянского скульптора Этторе Ксименеса (итал. Ettore Ximenes). Бронзовый бюст был установлен на пьедестале светло-розового гранита, обращённый на Соборную площадь. На доске постамента было начертано: «Столыпину — Симбирская губерния». В марте 1917 года бюст был снят с пьедестала. 12 сентября 1948 г., в день празднования 300-летнего юбилея Симбирска-Ульяновска, на пустующий пьедестал был установлен бюст И. А. Гончарову. В 1967 году памятник реставрировал московский мастер Л. М. Урисом (на бюст была нанесена искусственная патина). В 1986 году памятник И. А. Гончарову был перенесён к Дому-памятнику Гончарову, на бульвар Новый Венец. В 1989 году его возвратили на прежнее место.

## Описание
Памятник связан с увековечиванием памяти великого русского писателя Ива́на Алекса́ндровича Гончаро́ва (1812—1891). Памятник-бюст открыт в Ульяновске, на углу пересечения улиц Коммунистической (ныне переулок Карамзина) и площади 100-летия со дня рождения В. И. Ленина (ныне Площадь Ленина), 12 сентября 1948 г., в год 300-летия основания Симбирска. Ориентирован лицевой стороной на юг. Автор памятника — член Союза художников СССР, скульптор А. В. Ветров. Бюст отлит на Мытищинском заводе художественного литья.
Бронзовый памятник-бюст писателю высотой 0,7 м, стоит на необработанном гранитном постаменте, высотой 2,14 м. Основанием служит гладко отшлифованная плита из красного гранита. Под бюстом, на постаменте, укреплена бронзовая дощечка с надписью: «Гончаров И. А. (1812—1891)».
Бюст И. А. Гончарова является объектом культурного наследия федерального значения на основании постановления Совета Министров РСФСР от 30.08.1960 г. № 1327 «О дальнейшем улучшении дела охраны памятников культуры в РСФСР». Приказом Министерства культуры Российской Федерации от 06.04.2015 г. № 585 данный объект культурного наследия зарегистрирован в едином государственном реестре объектов культурного наследия (памятников истории и культуры) народов Российской Федерации с № 731510024380006.

## Бюст Гончарова в филателии
- В 1957 году вышел художественный маркированный конверт (ХМК) — памятник-бюст И. А. Гончарову (по фото И. Левина)[8][9];
- В 1982 году ХМК — Ульяновск. Бюст И. А. Гончарова[10];

## Галерея

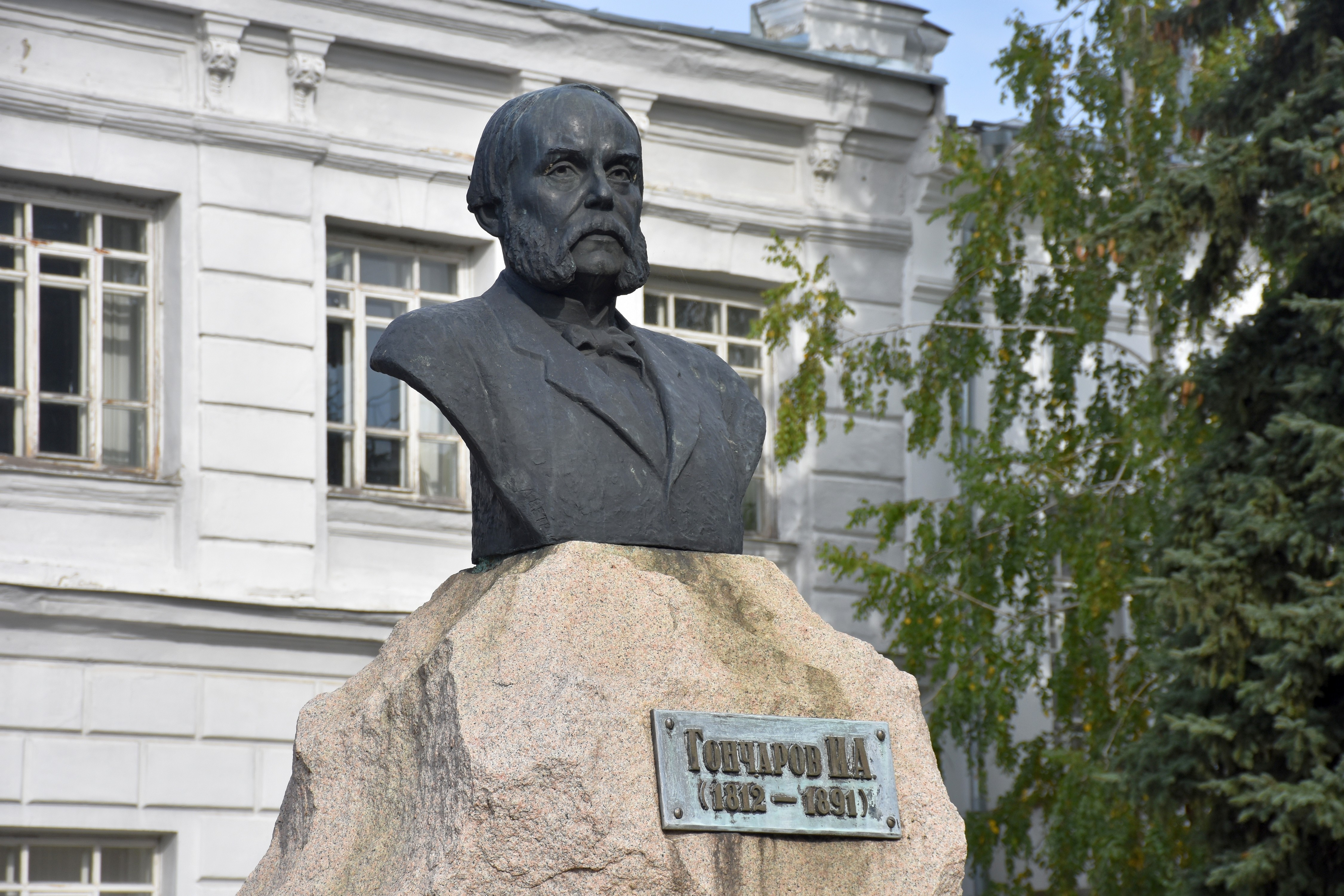
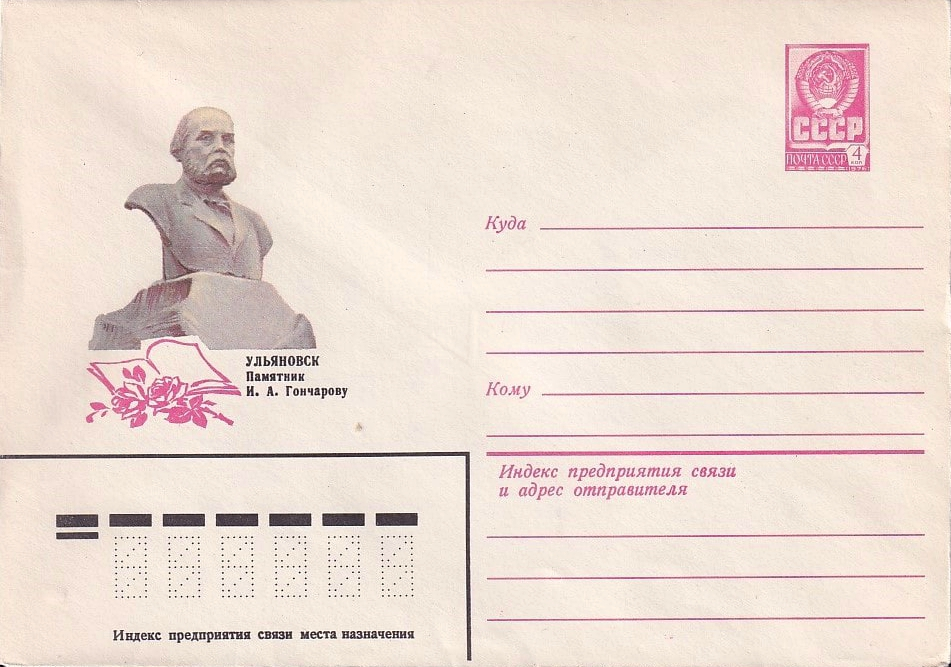
ХМК СССР, 1982 г. Ульяновск. Бюст И. А. Гончарова.